# Codex Vaticanus 2066
De Codex Vaticanus 2066 (Gregory-Aland no. 046, von Soden α 2070) is bijbels handschrift in unciaal-hoofdletters op velijn (perkament van fijne kwaliteit).

## Beschrijving
De gehele Codex bestaat uit 20 bladen (27,5 x 19 cm). De tekst is ingedeeld in een kolom van telkens 35 regels per pagina. Vroeger stond deze codex ook bekend als de Codex Basilianus, en had de afkorting Br of B2.
Het Institute for New Testament Textual Research nam na een paleografisch onderzoek aan dat dit manuscript uit de 10e eeuw stamt, maar sommige paleografen stelden de 9e eeuw voor. Volgens Scrivener zou het zelfs uit de 8e eeuw dateren.
Unciaal 046 zou het vroegste manuscript zijn van de hoofdgroep ("a") van Byzantijnse handschriften.
De codex bevat de complete tekst van de Openbaring van Johannes, met bijkomend materiaal: homilieën van Basilius van Caesarea, Gregorius van Nyssa en anderen.
Het teksttype van deze codex is Byzantijns. Kurt Aland plaatste de codex in categorie V.
De uncialen van deze codex zijn opvallend van vorm: ze leunen wat naar rechts, en houden het midden tussen kwadratische en verlengde letters. De accenten en aspiratietekens zijn van de 'eerste hand' en vrij accuraat.
De Codex werd onderzocht door Bianchini, Angelo Mai, Tischendorf, en Tregelles.
Het handschrift bevindt zich in de Biblioteca Apostolica Vaticana (Gr. 2066).